# Argyphia pulverulenta
Argyphia pulverulenta är en fjärilsart som beskrevs av Saalmüller 1891. Argyphia pulverulenta ingår i släktet Argyphia och familjen nattflyn. Inga underarter finns listade i Catalogue of Life.